# جورج سوليفان
جورج سوليفان (بالإنجليزية: George Alexander Sullivan)‏ (و. 1890 – 1942 م) هو ممثل، وصحفي، من المملكة المتحدة، ولد في ليفربول، توفي عن عمر يناهز 52 عاماً.